# Vila-seca de las Corbièras
Vilaseca de las Corbièras (en francès Villesèque-des-Corbières) és un municipi francès situat al departament de l'Aude i a la regió d'Occitània.